# جورج جولدسميث
جورج جولدسميث (بالإنجليزية: George Goldsmith)‏ (11 مارس 1905 في المملكة المتحدة - 1974) هو لاعب كرة قدم بريطاني (وحمل سابقاً جنسية المملكة المتحدة لبريطانيا العظمى وأيرلندا) في مركز الدفاع. لعب مع بولتون واندررز وتوتنهام هوتسبير وهال سيتي وبيشوب أوكلاند ‏.